# Thalamita alcocki
Thalamita alcocki är en kräftdjursart som beskrevs av De Man 1902. Thalamita alcocki ingår i släktet Thalamita och familjen simkrabbor. Inga underarter finns listade i Catalogue of Life.